# Luca Zuffi
Luca Danilo Zuffi (Winterthur, 27 de março de 1990), é um futebolista suíço que atua como meia. Atualmente, defende o FC Basel.

## Carreira

### Winterthur
Luca Zuffi é o filho de Dario Zuffi. Luca começou a jogar futebol no FC Oberwil, enquanto seu pai jogava pelo FC Basel, na época. No verão de 1998, Dario Zuffi foi transferido de clube e a família mudou-se para Winterthur. Então, Luca passou a jogar nas categorias de base do FC Winterthur. Ele fez sua estreia na equipa principal na temporada de 2006-07, na Challenge League. Na temporada seguinte se tornou um jogador constante, que marcou quatro gols em 18 jogos.

### Thun
No início da temporada de 2002-13 da Swiss Super League, o Winterthur emprestou Zuffi para o Thun. Como ele jogou em 26 de seus 36 jogos do campeonato, e como eles se qualificaram para jogar a UEFA Europa League 2013-14, o Thun teve a opção de transferir Zuffi definitivamente para o clube, e o clube a exerceu. Thun avançou para a fase de grupos, e Zuffi participou de todos os seis jogos.

### Basel
Antes do início do campeonato de 2014-15, o FC Basel anunciou que tinha concluído a transferência de Zuffi  para o clube, com um contrato de três anos. Ele fez sua estreia como titular no Campeonato Suíço em 19 de julho de 2014, no triunfo por 2-1 sobre o Aarau. Ele marcou seu primeiro gol pelo seu novo clube, em 9 de agosto de 2014, na vitória por 4-1 em casa, contra o Zürich.

## Vida Pessoal
Luca Zuffi é irmão dos também futebolistas Nico Zuffi e Sandro Zuffi. Seu pai, Dario Zuffi, foi um futebolista profissional e atualmente é treinador.[carece de fontes?]